# Kajikia
Kajikia è un genere di pesci ossei marini appartenente alla famiglia Istiophoridae.

## Distribuzione e habitat
Il genere si incontra in tutti gli oceani alle latitudini tropicali, subtropicali e temperate calde. Si tratta di pesci pelagici. Nel mar Mediterraneo è presente ma rara la specie K. albida.

## Specie
- Kajikia albida
- Kajikia audax[1]